# Arturo Farías
Arturo Farías Barraza (Santiago de Chile, 1927. szeptember 1. – 1992. október 19.) chilei labdarúgóhátvéd.